# Hledání obětního beránka

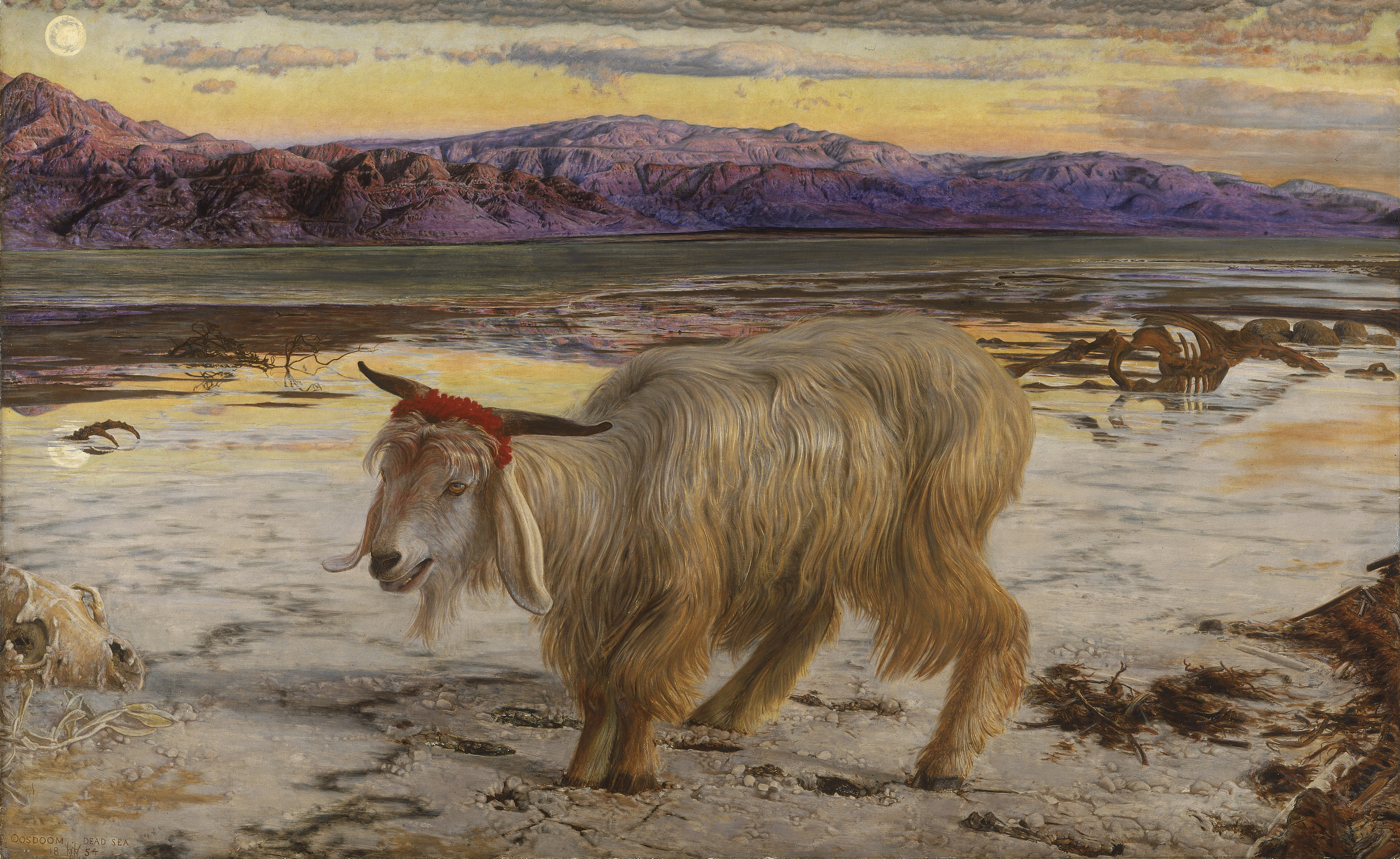
Obraz The Scapegoat od Williama Holmana Hunta zobrazující obětního beránka, jak je popsán v knize Leviticus.

Hledání obětního beránka (anglicky scapegoating) je sociálně-psychologický jev, kdy je jedinec nebo skupina nespravedlivě obviňována za problémy a neúspěchy kolektivu, často s cílem odvést pozornost od skutečné příčiny nebo ve snaze zmírnit narůstající frustraci většinové společnosti.
Fenomén obětního beránka se vyskytuje v různých kontextech – v mezilidských vztazích (např. dysfunkční rodiny), v širší společnosti (předsudky a nenávist vůči menšinám) i v politice (hledání viníka stojícího za krizemi či neúspěchy). Svůj původ má v náboženství, ale významně se projevuje i v psychologii (jako forma obranného mechanismu a skupinové dynamiky), sociologii (vysvětlení vzniku sociálního napětí a soudržnosti skupin) i historii (pronásledování oběti davovou agresí).

## Etymologie a původ pojmu
Termín obětní beránek vychází z náboženských obřadů starověkého Blízkého východu jako součást rituálu Dne smíření (Jom Kipur) ze starozákonní knihy Leviticus. Velekněz Árón v něm vložil hříchy izraelského lidu na hlavu živého kozla, a ten byl poté vypuštěn do pouště k duchu Azazelovi. Symbolicky tak nesl vinu celého společenství a jeho vyhnání mělo lid očistit od všech provinění. V židovské a křesťanské tradici se tento motiv jakožto zástupné oběti dále rozvíjel: křesťanství vnímá Ježíše Krista jako beránka Božího, který svým obětováním snímá hříchy lidstva.
V přeneseném slova smyslu pak začal pojem obětního beránka označovat jakoukoli osobu či skupinu, na niž je svalována viny za kolektivní problémy. Ve 20. století se koncept stal i součástí odborných teorií v psychologii a sociologii. Anglický termín scapegoat (tj. obětní kozel/beránek) zavedl v 16. století překladatel Bible William Tyndale; vzniklo spojením slov „escape“ (uniknout) a „goat“ (kozel) jako překlad hebrejského výrazu עזאזל ('ăzāzêl) v knize Leviticus. Dnes se termín scapegoating používá v mezinárodním kontextu pro označení procesu hledání obětního beránka. V češtině se kromě slovního spojení „hledání obětního beránka“ někdy hovoří i o svalování viny na druhé.

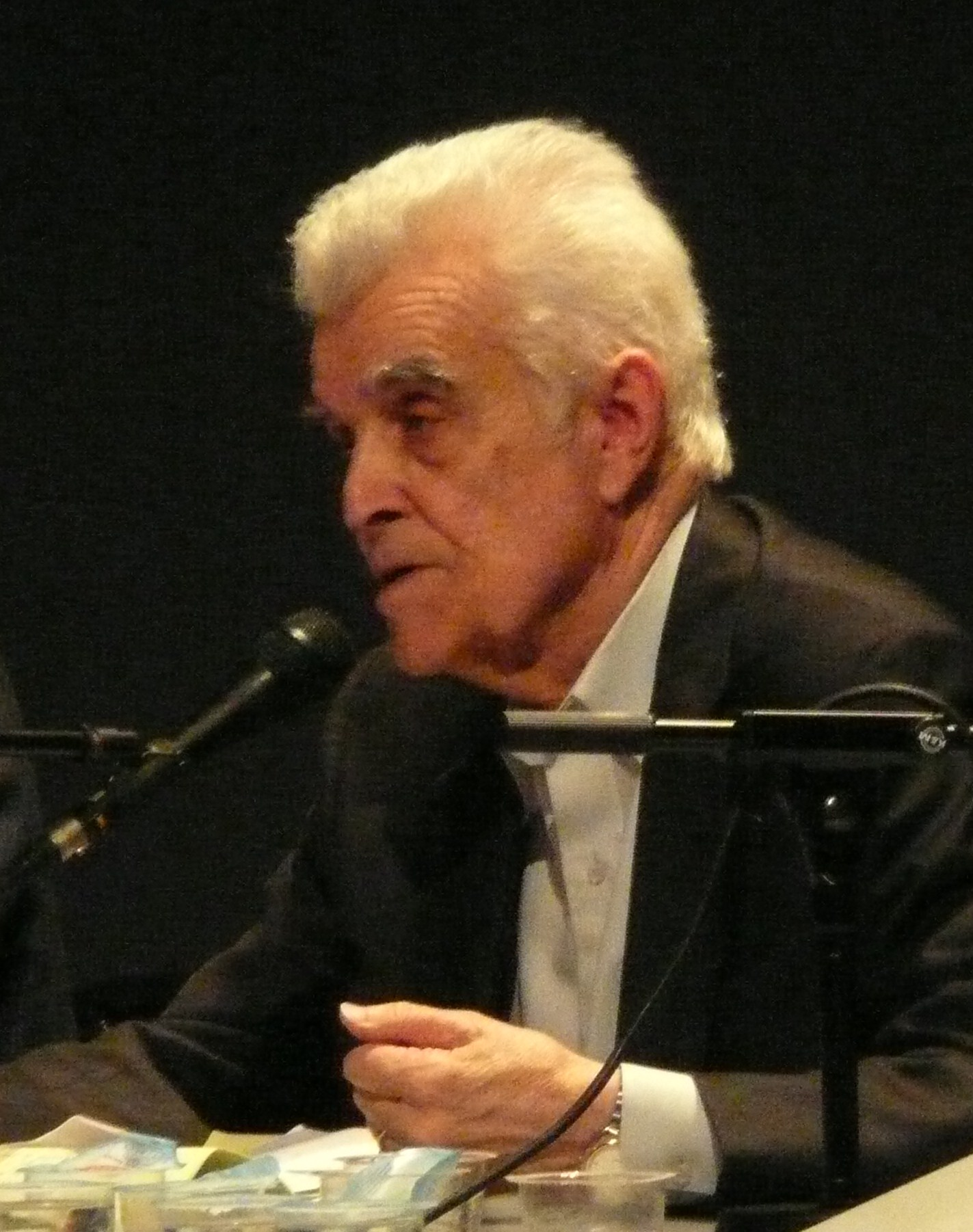
René Girard

## Význam v psychologii a sociologii
Princip hledání obětního beránka je součástí řady psychologických a sociologických teorií:
- Teorie frustrace–agrese: Pojem získal významné postavení v teorii frustrace–agrese, formulované Johnem Dollardem (1939).[4] Podle této koncepce způsobuje frustrace (pocit zmařeného cíle či potřeb) sklon k agresivnímu chování. Agrese se však nemůže vždy obrátit proti skutečnému původci, ať kvůli tomu, že pravá příčina není známá, nebo protože má agresor příliš velkou moc. Frustrovaný jedinec či dav se proto snaží najít náhradní objekt, ke kterému by svou agresivitu mohl obrátit, který je dostupný a nemůže se účinně bránit – tím vzniká obětní beránek. Teorie tak vysvětluje důvod vzniku předsudků a nepřátelství vůči menšinám: lidé si vybíjejí zlost na skupinách, které s původní příčinou problému nemají nic společného, ale představují snadný cíl.

- Mimetická teorie Reného Girarda: Francouzský teoretik René Girard ve své mimetické teorii (teorii napodobivé rivality) tvrdí, že lidská společnost vznikla překonáním řetězce vzájemného násilí prostřednictvím mechanismu obětního beránka.[5] Podle Girarda lidé napodobují touhy druhých, což postupně vede ke konfliktům a rivalitě. Když napětí ve skupině eskaluje do stavu „všichni proti všem“, nastává spontánní výběr oběti, na níž se vina za veškerý konflikt přenese.[5] Její rituální zabití nebo vyhnání pak komunitě přinese dočasný klid a obnovení pořádku. Girard tuto „oběť za účelem spásy“ považuje za ústřední mechanismus, který udržoval jednotu archaických společností a položil základy náboženských rituálů i kultury. V díle Obětní beránek (1982, česky 1997) Girard analyzuje historické případy perzekucí a ukazuje, že vyprávění vítězů vždy líčí oběť jako viníka, zatímco křesťanství podle něj poprvé odhalilo nevinu obětního beránka (např. Ježíše).[6]

- Sociálně-psychologické a další teorie: Fenomén obětního beránka lze interpretovat i z hlediska ego-obranných mechanismů a teorie sociální identity. Sigmund Freud označil hledání viníka za projev projekce – jedinec si nepřizná vlastní negativní impulzy či chyby, vytěsní je ze svého vědomí a následně je „vidí“ u druhých, na které útočí. Například přehnaně agresivní člověk může ze „zlých úmyslů“ vinit své okolí, lidé s vnitřní nejistotou zase mohou ventilovat své obavy prostředkem nenávisti vůči menšinám či slabším skupinám (čímž chrání vlastní ego před pocitem selhání).
- Teorie sociální identity (Tajfel, Turner aj.) vysvětluje scapegoating jako důsledek rozdělení na vlastní skupinu (ingroup) a cizí skupiny (outgroup). Lidé mají tendenci chránit pozitivní sebeobraz své skupiny – když je skupina frustrována nebo ohrožena, mohou její členové stigmatizovat a obvinit jinou skupinu jako viníka, čímž posílí vnitřní soudržnost a morálku.[7] To vysvětluje, proč v dobách krize často dochází k nárůstu obětních beránků v podobě určitého menšinového „outsidera“ – slouží k ujištění většiny o vlastní soudržnosti a nadřazenosti. Sociologové (např. Erving Goffman) řadí roli obětního beránka mezi sociální role v kolektivu: jde o roli, kterou skupina přisoudí určitému členovi, aby na něj mohla následně svést své neúspěchy, a jeho „obětováním“ si zachovala pozitivní sebeobraz.

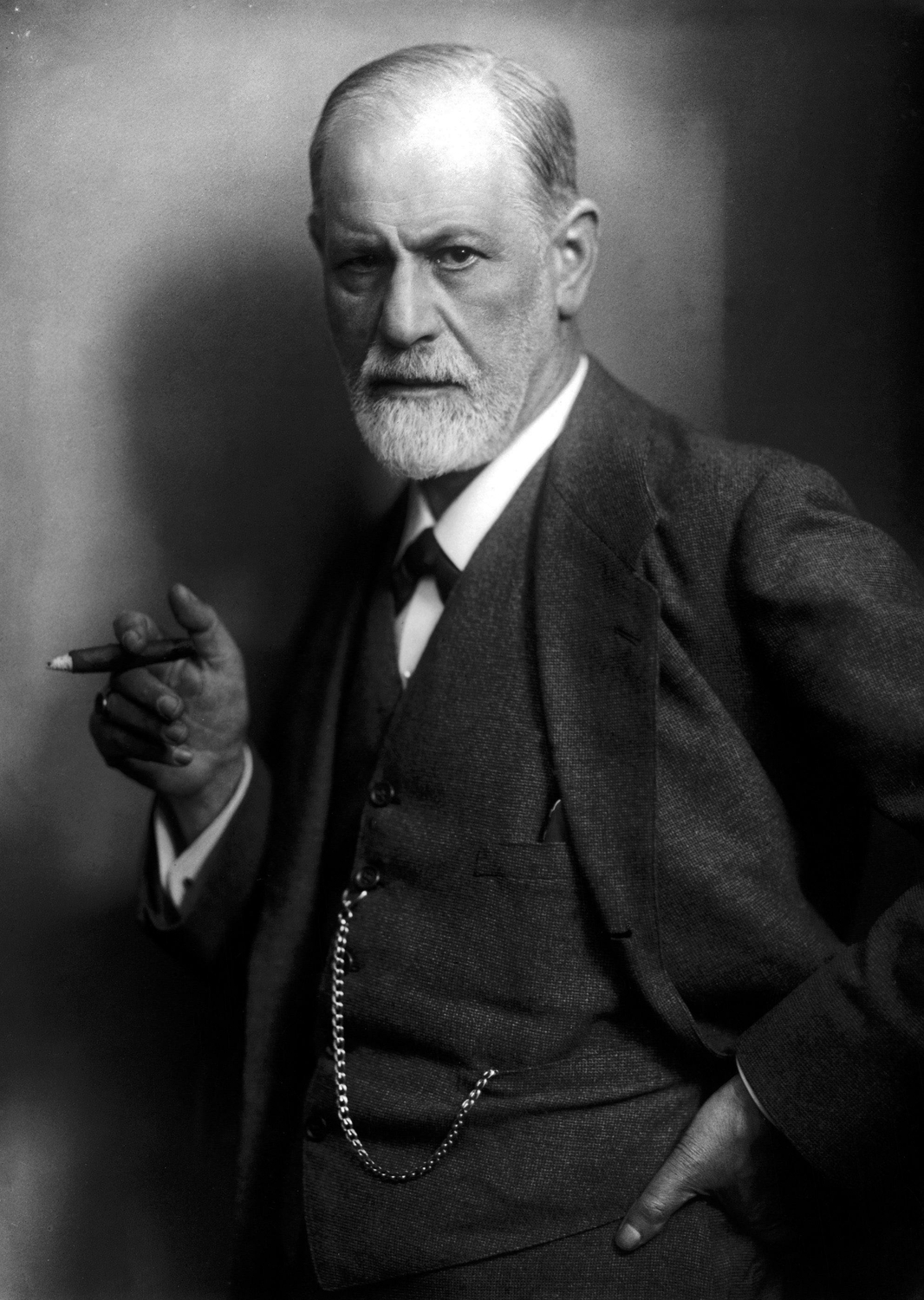
Sigmund Freud

Všechny tyto teorie ukazují, že scapegoating plní ve skupině určitou funkci – umožňuje vybít napětí a vysvětlit nezdary jednoduchým ukázáním na viníka. Zároveň jde o nespravedlivý mechanismus, který faktické příčiny problémů neřeší a často vede k udržování předsudků a konfliktů ve společnosti.

## Dopady a prevence
Mechanismus obětního beránka má závažné dopady na společnost i jedince. Z hlediska společnosti často prohlubuje rozdělení na „my a oni“ a vede k diskriminaci, násilí a porušování práv neprávem obviněných skupin. Historicky vyústilo hledání obětních beránků v pogromy, genocidy (holokaust, genocida Tutsiů v Rwandě aj.) či etnické čistky. V mírnější formě veřejná stigmatizace určité skupiny způsobuje sociální exkluzi daných lidí a nárůst nenávisti. Pro většinovou společnost může hledání obětního beránka krátkodobě nabídnout pocit vysvětlení a jednoty proti určenému viníkovi, dlouhodobě ale brání skutečnému řešení problémů – energie se vynakládá na boj proti zástupnému nepříteli místo na odstranění pravých příčin (např. ekonomických nerovností, špatné politiky, nemocí apod.).
Na úrovni jedinců je scapegoating formou psychického týrání a nespravedlnosti. Osoba označená za obětního beránka (např. dítě v rodině, zaměstnanec v kolektivu, student ve třídě) následně trpí šikanou, ponižováním či neoprávněnými tresty. Dlouhodobé vystavení takovému zacházení v ní zanechává pocity méněcennosti, úzkosti, deprese či trauma. V rodinné terapii se hovoří o tzv. rodinném obětním beránkovi – kdy typicky jedno z dětí bývá v dysfunkční rodině obviňováno ze všech problémů (např. rodič alkoholik svalí vinu za své potíže na chování dítěte). Tyto děti si odnášejí do dospělosti vážné následky na sebevědomí a vztazích.
Prevence a obrana spočívá zejména ve vzdělávání a osvětě. Je důležité rozvíjet kritické myšlení ve společnosti, aby lidé byli schopni rozpoznat zjednodušující a manipulativní obviňování. Ve školách i v médiích by se mělo poukazovat na historické příklady scapegoatingu a jejich následky, aby veřejnost byla vůči podobným jevům odolnější. Klíčové je také podporovat dialog mezi skupinami a řešit problémy na základě faktů, ne předsudků. Demokratická společnost by měla mít právní mechanismy k ochraně menšin a obětí nenávistných kampaní (zákony proti podněcování nenávisti, instituce pro lidská práva apod.). Důležitá je také role médií – zodpovědná žurnalistika by měla ověřovat obvinění a vyhýbat se šíření konspiračních teorií či paušálních soudů.
Na úrovni mezilidských vztahů je prevencí scapegoatingu budování zdravého klimatu ve skupině. Psychologové doporučují posilovat empatii a porozumění – uvědomit si, že obviňovaný jedinec často za dané potíže opravdu nemůže. Pokud se někdo ocitne v roli obětního beránka, odborníci radí nastavit hranice a vyhledat podporu (např. u nadřízených, školního psychologa či rodinné terapie). Pro oběti chronického scapegoatingu je vhodná psychoterapie, která může pomoci s obnovením sebevědomí a zpracováním prožitého traumatu.